# Río Miera
El Miera es un río de la vertiente cantábrica de la península ibérica que discurre enteramente dentro de la  comunidad autónoma de Cantabria (España). Nace en la zona conocida como Los Villares en Castro Valnera, a 1280 m s. n. m., y desemboca en el mar Cantábrico a través de la ría de Cubas. 
En su recorrido atraviesa el valle del Miera, un estrecho valle al que da nombre, hasta llegar a la localidad de Solares. En este punto, el valle se desdibuja y el río continúa su curso marcando la divisoria entre los municipios de Marina de Cudeyo y Ribamontán al Monte hasta llegar al mar, donde entrega sus aguas a la bahía de Santander a través de la ría de Cubas.

## Etimología
El nombre de Miera deriva probablemente de Magrada o Mégrada citado por Pomponio Mela en el siglo I.

## Características
De corto recorrido, el carácter torrencial de su cabecera ejerce una importante erosión en una zona de origen glaciar con fuertes pendientes. El volumen de agua sufre importantes crecidas (picos) y caídas (valles), fruto de la gran deforestación ejercida en los bosques de la cabecera del valle en tiempos históricos para conseguir carbón vegetal, fundamentalmente para abastecer los altos hornos de las Real Fábrica de Artillería de La Cavada dedicados a la fabricación de artillería, y posteriormente por la pradificación ocasionada en los siglos XIX y XX. Esto ha facilitado la erosión del río en el valle y el acarcavamiento de las laderas, sobre todo en la cabecera. La ausencia de masas forestales de importancia ha propiciado que, ante las crecidas del río, la vegetación no retenga el agua, lo que da lugar a un arrastre de sedimentos en suspensión, observable en la turbidez del río -principalmente durante los periodos de grandes precipitaciones- y causantes de la colmatación acelerada, junto al lavado del mineral de hierro estraído de las antiguas minas de Peña Cabarga, de la bahía de Santander (el Miera es el principal aporte de agua dulce de la bahía).
El Alto Miera recoge aguas de las zonas altas de la cornisa Cantábrica, a partir de la cara Norte del Castro Valnera, y de las vaguadas laterales de morfología glaciar. Algo más abajo, y sobre todo en el valle medio, que coincide en buena parte con el municipio de Miera, se encuentra encajonado entre los macizos cársticos y las estribaciones del Porracolina, al este, y Las Enguizas, por el Oeste, ambos pertenecientes a la facies urgoniana (Cretácico). Las principales aportaciones hídricas al río Miera en este tramo medio proceden de importantes cauces subterráneos que afloran en general a nivel del valle. El cauce bajo del río recorre los llanos costeros, con colinas muy suaves y llanuras formadas por aluviones que el propio Miera fue dejando desde el Terciario.

## Hidrografía
El Miera tiene una longitud de 41 km y un caudal medio anual en la desembocadura de 301 hm³.
Al igual que sucede con gran parte de los ríos de Cantabria, su caudal sufre importantes variaciones a lo largo del año, determinadas por las características pluviométricas de la región en combinación con el escaso recorrido del río y la gran deforestación ejercida en los bosques de la cabecera. 

### Caudal
Su caudal medio diario es de 5199 m³/s a en la localidad de La Cavada y de 8226 m³/s en su desembocadura.
En cuanto al promedio interanual, los caudales medios trimestrales más altos se corresponden con el cuarto trimestre (octubre, noviembre y diciembre) con cifras por encima de los 11 015 m³/s, mientras que los caudales medios mensuales más bajos se asocian con el periodo de estiaje, entre julio y septiembre con valores en torno a los 2683 m³/s.
En las siguientes tablas se pueden observar los caudales medios del río Miera a la altura de la localidad de La Cavada y de Suesa durante el período 1970-2003.
| Caudales medios del Miera a su paso por Suesa |
|                                               |

| Caudales medios del Miera a su paso por La Cavada |
|                                                   |

### Cuenca

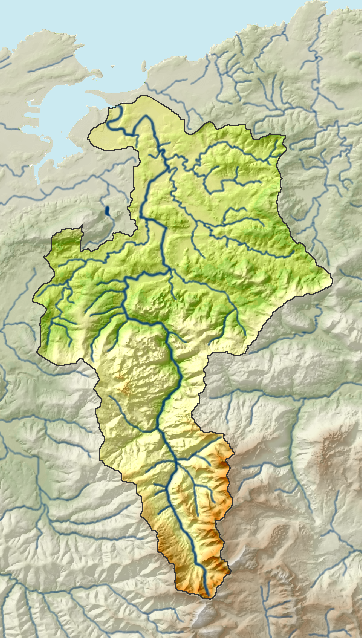
Cuenca hidrográfica del río Miera.

La cuenca hidrográfica del río Miera abarca una superficie de 316 km². Sus límites oriental y occidental están marcados por las divisorias con las cuencas vertientes de los ríos Asón y Pas respectivamente, mientras que la delimitación sur la marcan los Montes de Valnera y el Picón del Fraile, que constituyen a su vez el límite territorial entre Cantabria y Castilla y León. Hacia el norte limita con la cuenca de la Costa Central hasta desaguar en la bahía de Santander.
Se trata de una cuenca atípica, en comparación con las cuencas de los principales ríos de Cantabria, ya que su cabecera tiene una extensión muy reducida que se va ensanchando progresivamente dando lugar a un valle mucho más amplio en su parte media y baja.
Con una longitud de 41 km y un caudal medio anual en la desembocadura de 301 hm³, el río Miera, es el curso principal de la cuenca y el que la da nombre. Nace en nace en Los Villares (Montes de Valnera), a una altitud de unos 1280 m y desemboca en la bahía de Santander a través de la Ría de Cubas, siendo el principal aporte de agua dulce de la bahía. Su recorrido presenta en general una orientación S-N.

#### Valle del Miera
El valle del Miera es el valle más angosto de los valles cántabros. Su pendientes son acusadas y las altitudes elevadas (Castro Valnera a 1707 m s. n. m.).
En su morfología destacan sus rocas areniscas y calizas y el amplio desarrollo de depósitos originados por antiguas morrenas de glaciares en su parte alta. La morfología kárstica y glaciar está ampliamente representada. No obstante, las características de un valle glaciar han sido modificadas en algunos puntos por el carácter torrencial del río Miera en su cabecera.
El valle se encuentra parcial o totalmente en los municipios de Soba, San Roque de Riomiera, Miera, Liérganes, Riotuerto y Ruesga (enclave de Calseca).
La cuenca alta del Miera está conformada por un relieve abrupto y poco apto para el hábitat humano. A pesar de ello se han descubierto en su entorno cuevas con asentamiento prehistórico en Piélagos, Rascaño y Salitre, una de las estaciones con arte paleolítico situada a más altura de Cantabria (~450 m s. n. m.).
El valle medio del río Miera, que coincide sustancialmente con el municipio de Miera, se encuentra encajonado entre los abruptos lapiaces cársticos de Porracolina, al este, y Las Enguizas, por el oeste, ambos pertenecientes al Complejo Urgoniano.
En ambos bloques calizos se desarrollan importantes fenómenos de carstificación en los que han sido realizadas exploraciones espeleológicas relevantes en sus complejos y desarrollados laberintos de las cuevas del Alto del Tejuelo.

Entre ambos, recorridos por la falla del Escudo de Cabuérniga, circula el río Miera, sobre el que aflora un diapiro entre los pueblos de Linto y Miera que rompe la continuidad geológica del curso de río.

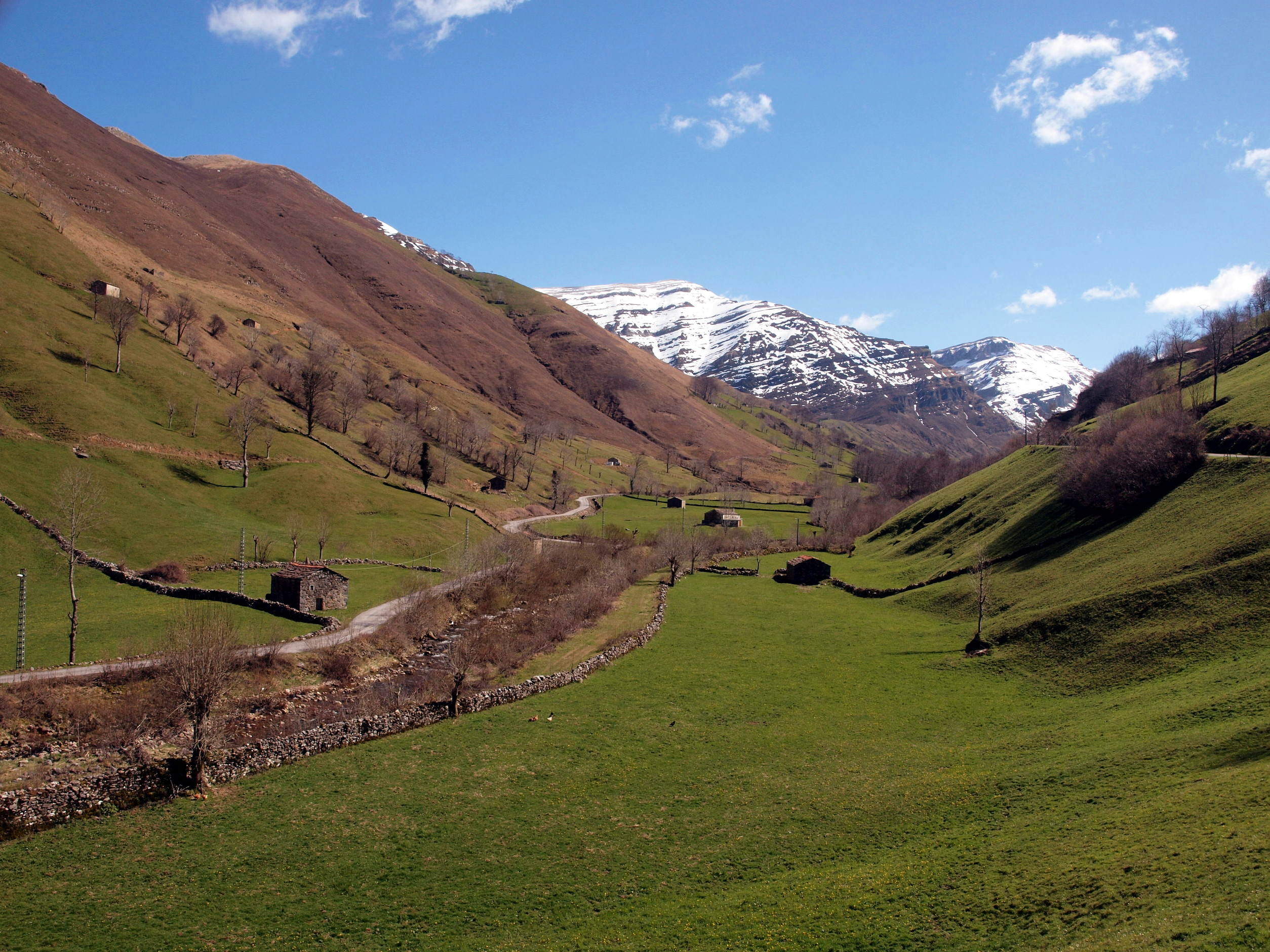
Cuenca alta del río Miera a su paso por la localidad de La Concha, en San Roque de Río Miera.

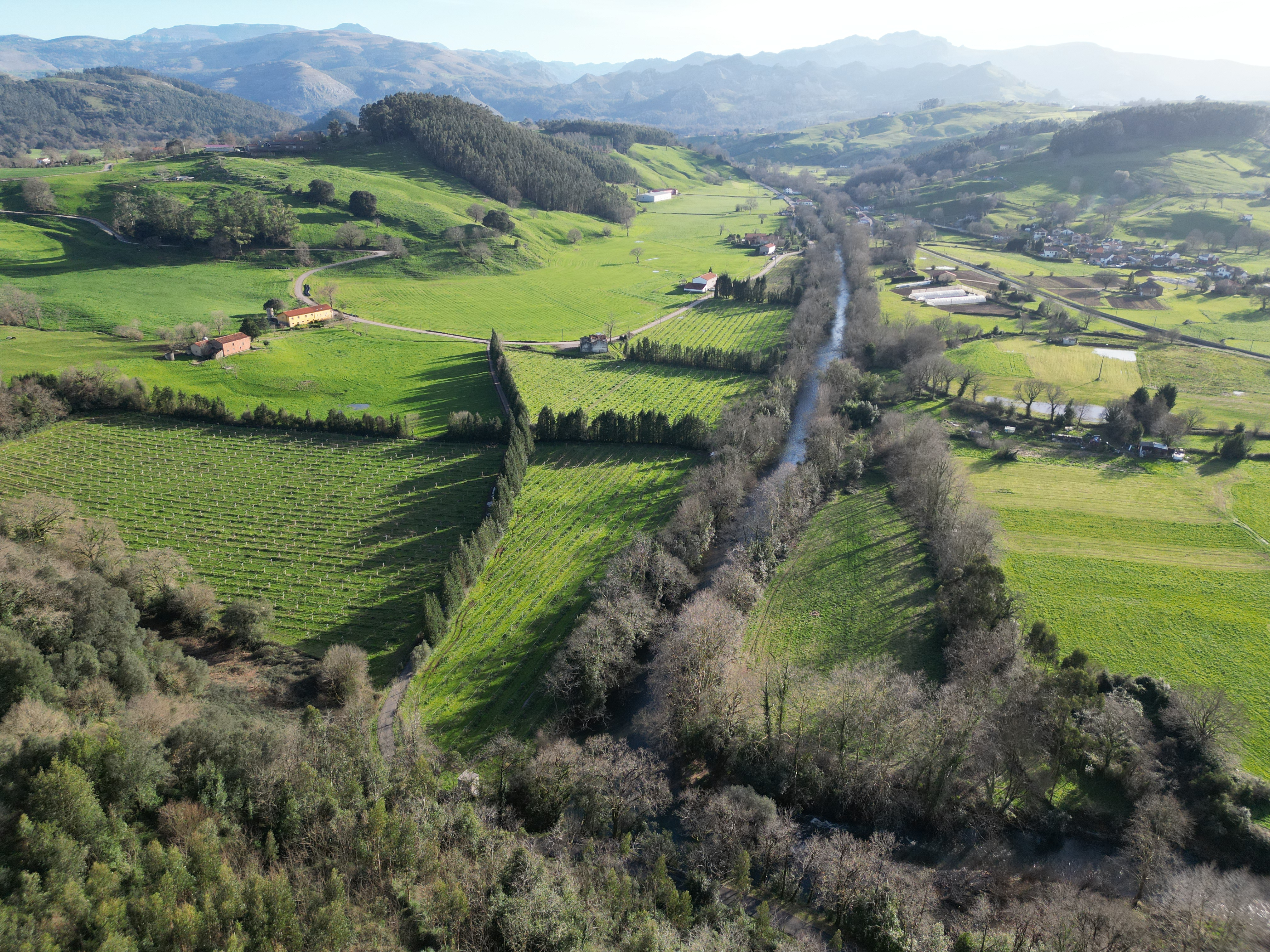
Vista del río Miera con el fondo del valle aluvial. El río separa los municipio de Medio Cudeyo (derecha) y Entrambasaguas (izquierda). A la derecha de la imagen la localidad de Ceceñas.

El macizo calcáreo de Las Enguizas se asienta directamente sobre los materiales silícicos del Periodo Wealdense que ejerce como base hidrológica de sus cuatro sistemas hidrológicos más importantes y de sus cavidades, parcialmente estudiados en el caso de El Cuevo de Noja-Fuente Fría y la red Castrejón-Cubillo del Machorro. Estructuralmente son sistemas más sencillos que los de Porracolina, debido a que la pendiente de la base impermeable wealdense ha generado alineaciones perpendiculares a la línea directriz del valle.
Los estudios morfológicos, geológicos, espeleológicos y de los restos culturales vinculados al karst han generado abundante bibliografía y están recogidos en conjunto en un trabajo monográfico publicado en el año 1994.
En el curso bajo pueden destacarse, entre otras, las cuevas con ocupación prehistórica de La Fuente del Francés (Hoznayo), La Garma (Omoño) y Los Moros (San Vitores).
En el siglo XVI la vida económica de este valle se focalizó río abajo, hacia Liérganes donde se estableció una pequeña industria ya en el XVIII con las Reales Fábricas de Cañones también situadas en la localidad próxima de La Cavada, para abastecer de armas a los barcos que se construían en los astilleros de Guarnizo y Colindres.
Esta zona dio bastantes emigrantes a Andalucía y a las Indias. Es cuna de indianos ilustres como Juan de la Cuesta Mercadillo que fue el constructor del palacio de La Rañada en Liérganes, Ramón Pelayo de la Torriente (marqués de Valdecilla) que en el primer tercio del siglo XX promovió en la región y otros puntos de España importantes obras, vinculadas principalmente a la educación y a la sanidad. A este último mecenas se le considera vinculado a la Masonería, aunque no es habitual encontrar esta cita en los trabajos historiográficos.

### Afluentes
Los afluentes del Miera, tienen un recorrido bastante corto debido a la orografía de la región, estos son: barranco de Valdició, barranco de Paso Malo, río Carcabal, arroyo de la Quieva, arroyo de la Porqueriza, arroyo Revilla, río de Pámanes, río Aguanaz y río Pontones.
| Ramal | Ramal | Nombre afluente         | Nacimiento                                            | Longitud (km) | Cuenca (km²) | Caudal (m³/s) | Tramo        |
| ----- | ----- | ----------------------- | ----------------------------------------------------- | ------------- | ------------ | ------------- | ------------ |
| -     | D     | barranco de Valdició    | Brenacollado (Sierra la Vaga)                         |               |              |               | Cabecera     |
| -     | D     | barranco de Paso Malo   | Mortero (Porracolina)                                 |               |              |               | Cabecera     |
| I     | -     | río Carcabal            | Piedrahita (sierra de la Matanza) 670 m s. n. m.      | 4             |              |               | Cabecera     |
| I     | -     | arroyo de la Quieva     | peña de la Maza (Somo de Noja, sierra de la Matanza)  |               |              |               | Cabecera     |
| I     | -     | arroyo de la Porqueriza | Cantera de Atuja (Somo de Noja, sierra de la Matanza) |               |              |               | Cuenca media |
| -     | D     | arroyo Revilla          | Las Calzadillas                                       | 7             |              |               | Cuenca media |
| I     | -     | río Pámanes             | Collado de la Tejera de Corra (Ao de la Guayana)      | 9,6           |              |               | Cuenca baja  |
| -     | D     | río Aguanaz             | La Revoltona (Ao de Entrambasaguas)                   | 8             |              |               | Cuenca baja  |
| -     | D     | río Pontones            | Cotejón                                               |               |              |               | Cuenca baja  |

## Estado de conservación

### Presiones e impactos
El río Miera presenta un total de 145 alteraciones a lo largo de sus 41 km de recorrido, especialmente concentradas en la parte baja del río. Todas ellas asociadas al alto grado de actividad industrial y ganadera desarrollado en las llanuras de inundación.
Mientras que la cabecera del río apenas presenta afecciones importante, la zona media, entre Linto y La Cavada, destaca por el número de alteraciones de la continuidad, sobre todo doce puentes y dos azudes localizados en Liérganes, que provocan una alteración importante del flujo de agua y del régimen hidrológico en dicha zona. Estas dos presas fueron objeto de una intervención en 2017 con el fin de facilitar el remonte río arriba de especies como el salmón.
Aguas abajo de La Cavada la llanura de inundación está ocupada por numerosas industrias, entre las que destaca la alimentaria Bimbo, la tabacalera Altadis y una cantera.
La intensa actividad ganadera y los vertidos urbanos también repercuten en la calidad del medio, destacando una extensión de aproximadamente 150 m², donde se acumulan residuos ganaderos y diversos vertidos de aguas residuales urbanas en Liérganes, Ceceñas y especialmente Solares. En cuanto a la fijación de márgenes, el encauzamiento en esta zona del río supera los 2 km.

### Espacios naturales protegidos

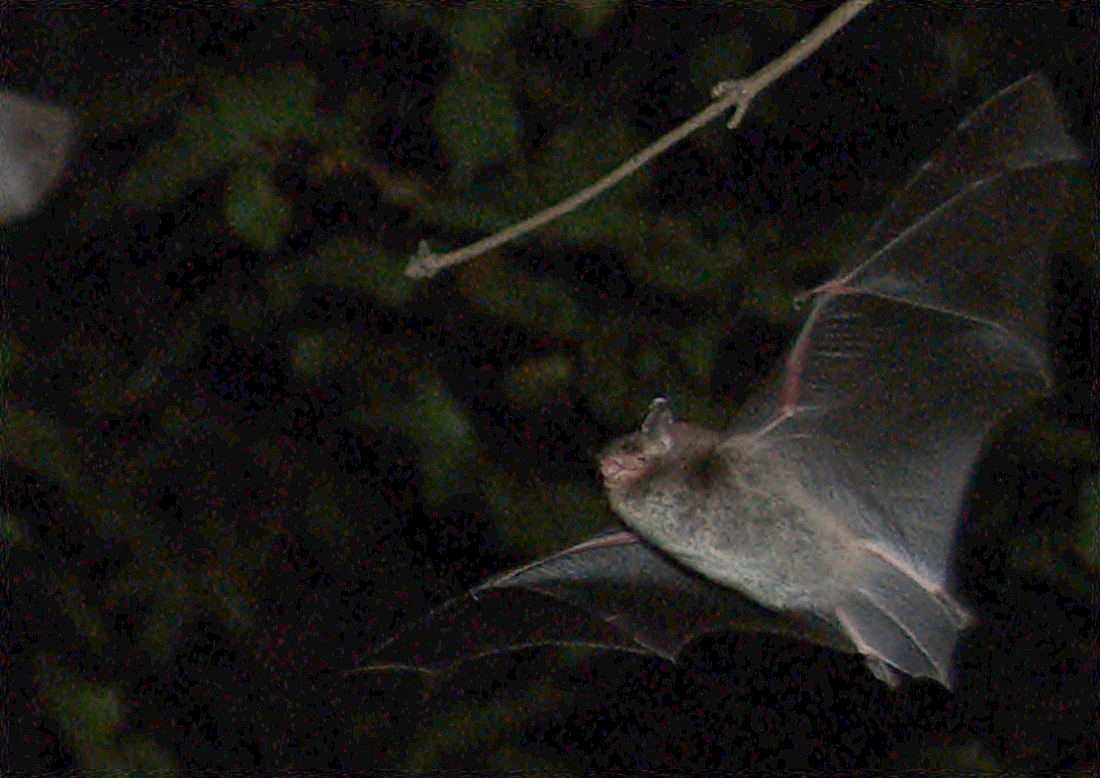
Murciélago de ribera.

- Murciélago de ribera. El LIC de la Montaña Oriental tiene una extensión de 21 .679 hectáreas y se ubica sobre el extremo oriental de la Cordillera Cantábrica. Comprende los macizos de Castro Valnera, Alto Asón y la sierra del Hornijo, cubriendo las cabeceras de los ríos Pas, Pisueña, Miera y Asón. Los relieves de este espacio son muy abruptos, con alturas que van desde los 300 metros en los fondos de valle, hasta los 1707 metros de altura que alcanza el Valnera. Los terrenos tienen una naturaleza terrígena hacia el norte, volviéndose calcárea a medida que se asciende en altitud y se desciende en latitud. Esta característica, unida a la climatología, fría y lluviosa durante casi todo el año, crean en el LIC una de las formaciones kársticas más importante de Cantabria, con más de medio centenar de cuevas y decenas de kilómetros de desarrollo de las formaciones subterráneas. En cuanto a la vegetación existen alternancias entre los bosques y los brezales, dominando entre los primeros los hayedos, con algunos de los ejemplares más grandes de Cantabria, aunque con presencia importante también de encinares. En cuanto a la fauna, este Lugar constituye uno de los más importantes para la protección de numerosas especies de quirópteros.

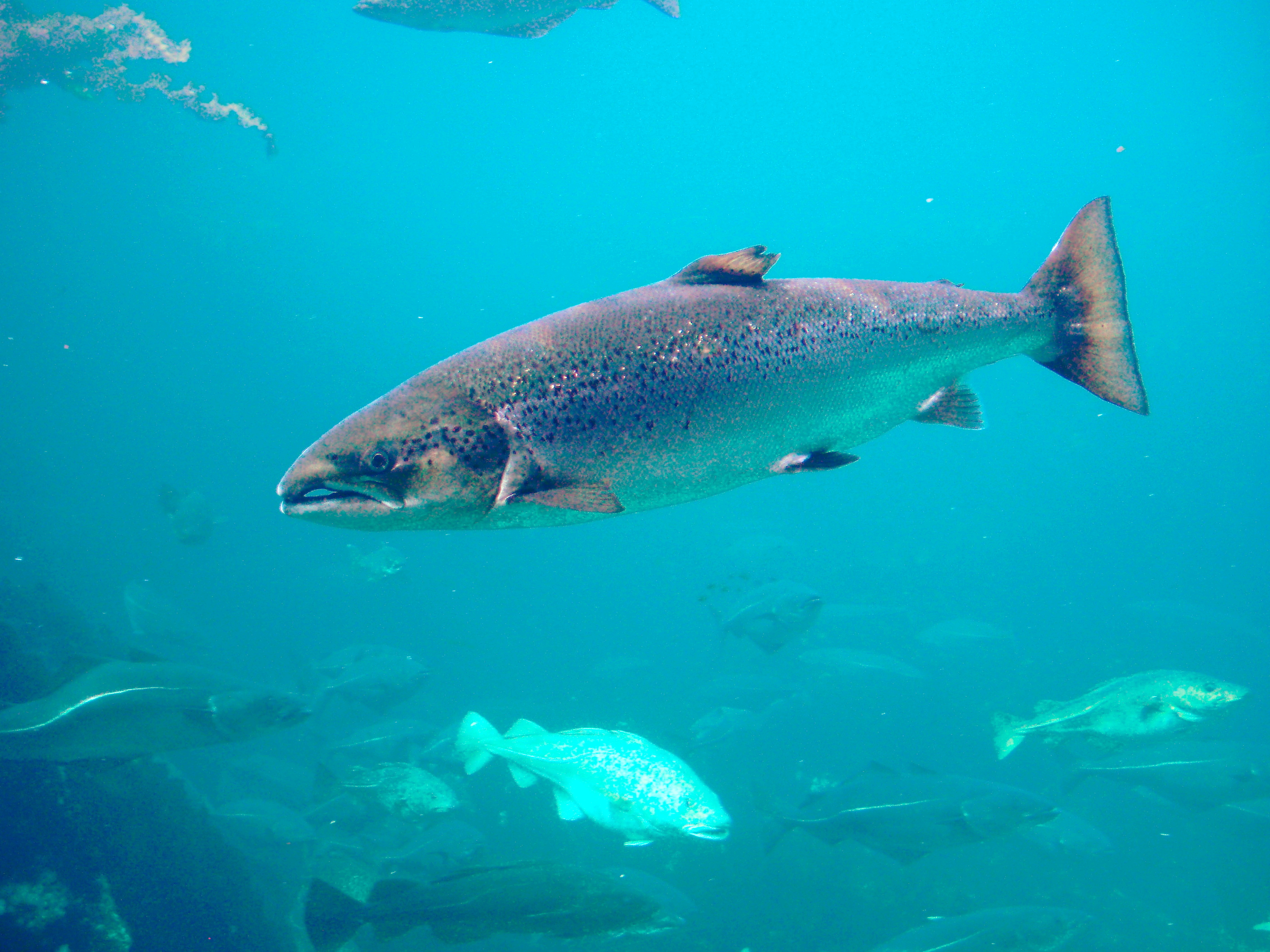
Salmón atlántico.

- Salmón atlántico. El LIC Río Miera integra el cauce del río desde la ría de Cubas hasta su nacimiento a más de 1000 metros sobre el nivel del mar y sus principales afluentes; con una superficie de 395 ha. El tramo alto del río sufre un alto encajamiento en el valle que lleva su nombre, fluyendo por terrenos calcáreos principalmente, hasta la localidad de Liérganes. En sus márgenes aparece una buena muestra de los bosques de galería de los ríos de la vertiente cantábrica. A partir de este punto, tanto el Miera como sus afluentes aguas abajo, discurren sinuosamente entre praderías y cascos urbanos, con alisedas y saucedas en sus orillas, aunque estas últimas de menor porte. El río se caracteriza por la ausencia de un tramo medio típico en los río cántabros.

Entre las especies más características presentes en este espacio destacan el salmón atlántico (Salmo salar), la madrilla (Chondrostoma miegii), el sábalo (Alosa alosa) o la reciente aparición de la nutria paleártica (Lutra lutra).

## Historia

### Prehistoria
Los primeros testimonios de vida humana en la cuenca del Miera se localizan en su parte baja, concretamente en la cueva de Los Moros de San Vitores y datan del Musteriense (Paleolítico Medio). Esta cueva fue utilizada hasta la Edad del Cobre.

Por su parte en la cuenca alta los primeros restos son los hallados en la cueva del Rascaño (Mirones), que se remontan al periodo auriñaciense, hace 30 000 años y se extienden hasta el periodo aziliense. Pinturas halladas en la cueva del Salitre, testimonian también la presencia de grupos humanos durante el solutrense (19 000 a. C.) y el magdaleniense (15 000 a.c.), mientras que en la cueva de Piélago, ocupada probablemente entre el 8700 y el 8300 a. C., se encuentra uno de los yacimientos azilienses más importantes del cantábrico.
Estos poblamiento eran probablemente grupos de cazadores recolectores que se alimentaban de las truchas y salmones que el río Miera y sus afluentes ofrecían, junto a las cabras montesas que cazaban en los escarpados macizos de Miera.

### Edad Media

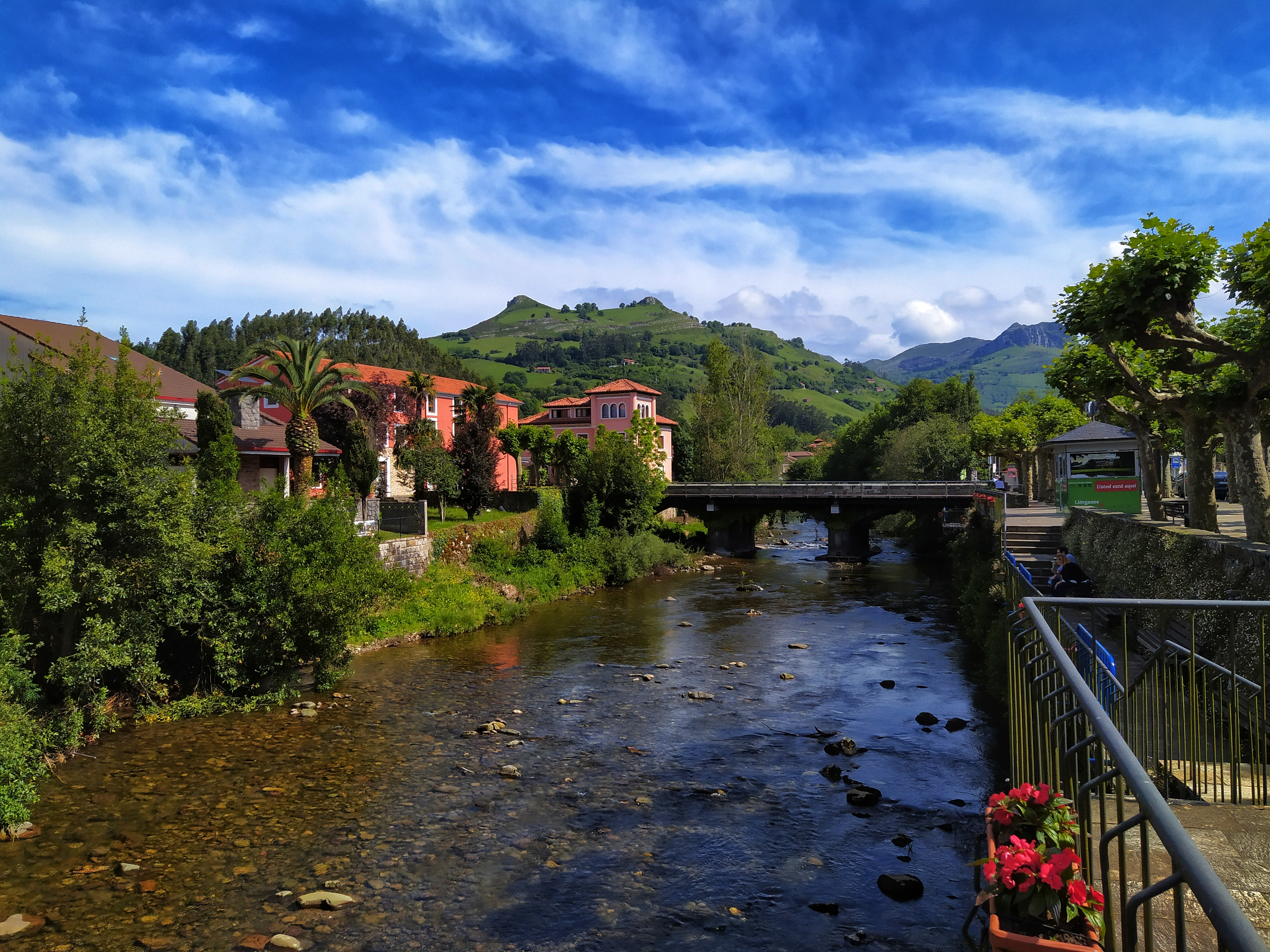
El río Miera a su paso por Liérganes

Uno de los primeros enclaves altomedievales de la cuenca del Miera es la fortaleza de Pico Castillo, en Solares, fechada en el siglo VII. Posteriormente entre los siglos VIII y X el rey Alfonso I de Asturias, manda repoblar lo que ahora se conoce como Comarca de Trasmiera, donde había escasa presencia de núcleos humanos. La repoblación como era costumbre comienza con la fundación de pequeños monasterios, como el de San Martín de Liérganes (año 816) o el de Santa María de Miera (año 1000), en torno a los cuales se irían asentando familias vecinas trashumantes que poco a poco van formando muchos de los pueblos y villas actuales. Algunas de las primeras citas corresponden a las localidades de Riotuerto (en 1085) Entrambasaguas (1210) o la villa de Liérganes. En esta época, la cabecera del valle aparece vinculada al monasterio de San Salvador de Oña.
A mediados del siglo XIV, según consta en el Becerro de Behetría las cabeceras del Miera y su entorno están englobadas en la Merindad Mayor de Castilla, mientras que el monasterio de Santa María de Miera se encuentra vinculado al centro monacal de Santander. Liérganes aparece como lugar de behetría, donde sus labradores pueden escoger su propio señor y pagar los tributos en especies. De esta época se conserva la iglesia de San Sebastián, que comenzó a construirse con estilo románico y finalizó en estilo gótico, o el puente romano de Liérganes.
Hacia finales del siglo XIV, Enrique III de Castilla concede como privilegio a Espinosa de los Monteros el territorio de «montañas bravas y desiertas» que hoy ocupa San Roque de Riomiera y su entorno. Este privilegio será confirmado sucesivamente por Juan II, Enrique IV, los Reyes Católicos, Felipe II, Felipe III, Felipe IV, Carlos II y Felipe V.
En el siglo XV el valle del Miera sigue poblándose, desarrollando en las zonas altas, una ganadería extensiva de vacuno, porcino, ovino y caballar, en campos rozados mediante el fuego. Esta sociedad pastoril, ya bien diferenciada etnográficamente, practica un tipo de ganadería trashumante dentro de los límites de la demarcación, con oscilaciones de altura de 500 metros. Este modelo de ocupación y aprovechamiento del espacio, cobra fuerza durante los S. SXVI y XVII. 